# Блокбъстър
Блокбъстър е филм с голяма популярност и успешна продукция според критериите на индустрията. Отначало това понятие се използва за успешните театрални постановки, но сега се използва основно от филмовата индустрия.

## Произход на израза
Произходът на израза не може да бъде определен със сигурност. Някои считат, че първоначално с този израз се наричали постановки, които били толкова успешни, че конкурентните театри в околността (квартала) са били „изхвърляни“ („busted“) от бизнеса. Други смятат че израза произлиза от тип бомба (blockbuster bomb) използвана през Втората световна война, която е имала заряд да разруши група от сгради между две пресечки (от американски английски – block – разстоянието между две пресечки). Има и друга група от хора според които изразът води началото си от тълпите от хора образуващи се за да гледат някоя много добра пиеса и достигащи понякога няколко пресечки (от американски английски block – разстоянието между две пресечки).
Какъвто и да е произходът на думата, тя бързо се налага като израз за описване на изключително популярен филм и впоследствие започва да се употребява не само за театрални пиеси и филми, но и за други интелектуални творби – романи, заглавия на компютърни игри, продавани в милиони броеве.

## Блокбъстър филми
Преди Челюсти да постави рекорди през лятото на 1975 година, успешни филми като „Отнесени от вихъра“ (1939 г.) и „Бен-Хур“ (1959 г.) са били наричани блокбъстъри, изцяло поради техните резултати (приходи от продажби на билети), но Челюсти е считан като първия филм на т.нар. блокбъстър ера с настоящото значение на израза, имайки предвид типа на филма.
Челюсти преминава $100 000 000 (сто милиона щатски долара) приходи от продажби и за времето си това е било прагът, над който един филм е бил означаван като блокбъстър в Северна Америка. Все пак по-ранните филми като Отнесени от вихъра (1939) и The Sound of Music (1965) също бързо надхвърлят този праг. 
След успеха на Челюсти, много холивудски продуценти се опитват да създадат подобни филми с широк комерсиален потенциал. Филмовите студиа дават зелена светлина на високобюджетни филми и разчитали на огромна реклама, предхождаща появяването на филмите в кината. Стивън Спилбърг и режисьора/продуцент Джордж Лукас (чийто филм през 1977 г. Междузвездни войни е най-успешен филм за десетилетието) са свързвани най-вече с началото на „блокбъстър ера“-та в киното.
Въпреки че блокбъстърите са били определяни и създавани от зрителите и техния интерес, след време понятието придобива смисъл за високо-бюджетна продукция, насочена към големи пазари, от които зависят финансовите приходи на филмовото студио или разпространителите на филми. Дали един филм е блокбъстър се е определяло от бюджета и маркетинг усилията, отколкото от успеха и популярността, и този израз е бил даван като определение от самите фирми рекламиращи и разпространяващи филми на продуктите им. Така става възможно филми като Годзила (1998 г.) или Последният екшън герой да са определяни като блокбъстър и в същото време като катастрофа по приходи (box office disaster).

## Цитати, препратки
1. ↑  Boxofficemojo.com: Jaws
2. ↑  Boxofficemojo.com: All Time Box Office (adjusted for inflation)
3. ↑  Shone (2004), page 28.